# Maïmana
Maïmana (Meymaneh ou Meïmaneh) est une ville d’Afghanistan, capitale de la province de Faryab. De la mort de Nader Chah en 1747 à sa conquête par Sher Ali Khan en 1876, elle fut le siège d'un petit khanat ouzbek indépendant.  
C'est dans cette région du nord-ouest du pays que se déroule une partie du roman de Joseph Kessel de 1967, Les Cavaliers (« province de Maïmana » dans le roman).
La ville est essentiellement développée sur la berge Sud de la Rivière Qaysar (ou rivière Qeysar).
Maïmana possède un aéroport (code AITA : MMZ).
La ville a été reprise par les Talibans le 14 août 2021.

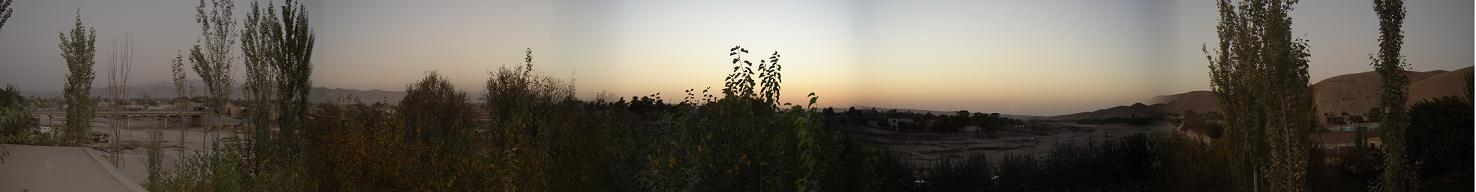
Panorama de Maïmana

## Personnalités liées à la ville
- Fariba Hashimi (2003-), coureuse cycliste ;
- Yulduz Hashimi (2017 - ) coureuse cycliste.